# Bad Rippoldsau-Schapbach
Bad Rippoldsau-Schapbach è un comune tedesco di 2 090 abitanti, situato nel land del Baden-Württemberg.